# All the Right Wrongs
All the Right Wrongs is het debuutalbum van Emily Osment. Het werd op 26 oktober 2009 uitgegeven door Wind-up Records. Twee van de liedjes op dit album werden tevens als single uitgegeven: "All the Way Up" en "You Are the Only One". Hoewel alle liedjes hoofdzakelijk door anderen geschreven werden, was Osment wel bij elk nummer als schrijfster betrokken.

## Tracklist
| 1.                 | All the Way Up              | Anthony Fagenson, Jamex Maxwell Collins | 3:12 |
| 2.                 | Average Girl                | Thomas Higgenson                        | 3:27 |
| 3.                 | Found Out about You         | Mattew Bair, Tim Pagnott                | 3:25 |
| 4.                 | I Hate the Homecoming Queen | Fagenson, Collins                       | 2:48 |
| 5.                 | You Are the Only One        | Fagenson, Collins                       | 2:57 |
| 6.                 | What about Me               | Bair                                    | 3:42 |
| Totale duur: 19:22 |                             |                                         |      |

## Hitnoteringen
| Hitlijst               | Hoogste positie |
| ---------------------- | --------------- |
| U.S. Billboard 200     | 117             |
| U.S. Heatseeker Albums | 1               |